# بريستوية
بريستوية (الاسم العلمي: Prestoea)، جنس من أشجار النخيل موطنها الأصلي منطقة البحر الكاريبي وأمريكا الوسطى والجنوبية. يمتد نطاقه من نيكاراغوا وجزر الأنتيل الكبرى في الشمال إلى البرازيل وبوليفيا في الجنوب.
الاسم العلمي للجنس مُهدى لعالم النبات والرحالة الإنجليزي هنري بريستوي (1842-1923)، الذي كان جامع نبات في ترينيداد.